# Indicator
Indicator Stephens, 1815 è un genere di uccelli insettivori tropicali della famiglia Indicatoridae (ordine Piciformes), detti uccelli indicatori perché indicano con strida la presenza degli alveari selvatici.

## Distribuzione e habitat
Il genere Indicator è rappresentato prevalentemente nell'Africa subsahariana; due specie (I.archipelagicus e I.xanthonotus) vivono nell'Asia meridionale.

## Sistematica
Il genere comprende le seguenti specie:
- Indicator pumilio Chapin, 1958 - indicatore nano
- Indicator willcocksi Alexander, 1901 - indicatore di Willcocks
- Indicator meliphilus (Oberholser, 1905) - indicatore pallido
- Indicator exilis (Cassin, 1856) - indicatore minuto
- Indicator conirostris (Cassin, 1856) - indicatore beccogrosso
- Indicator minor Stephens, 1815 - indicatore minore
- Indicator maculatus G.R.Gray, 1847 - indicatore macchiato
- Indicator variegatus Lesson, 1830 - indicatore golasquamata
- Indicator xanthonotus Blyth, 1842 - indicatore groppagialla
- Indicator archipelagicus Temminck, 1832 - indicatore di Malesia
- Indicator indicator (Sparrman, 1777) - indicatore golanera